# Astronomical Society Islands
Astronomical Society Islands är öar i Kanada.   De ligger i Boothiaviken i territoriet Nunavut, i den nordöstra delen av landet, 2 900 km norr om huvudstaden Ottawa.
Trakten runt Astronomical Society Islands består i huvudsak av gräsmarker.